# General Cruz
General Cruz es una aldea campesina de la comuna de Pemuco en la Provincia de Diguillín, Región de Ñuble, Chile.

## Orígenes
Debe su nombre a un antiguo fundo, propiedad del general José María de la Cruz Prieto (1799-1875), casado con Josefa Zañartu Trujillo, cuyas familias estaban emparentadas con otros propietarios de la zona, desde la segunda mitad del siglo XIX y bien entrado el siglo XX. Se ubica cerca del Río Itata, junto a la Ruta 5 Sur. En 1873 se construye en el lugar una estación ferroviaria, llamada Itata inicialmente, como parte del ferrocarril Talcahuano, Chillán Angol, la que luego pasó a formar parte de la Red Sur de Ferrocarriles del Estado. Entre 1907 y 1947 toma el nombre de Estación General Cruz, como estación cabecera del ramal hacia Pemuco, que posteriormente se extiende hasta Cartago; se trata de un ferrocarril particular, construido por iniciativa de un agricultor de la zona, Zenón Méndez Urrejola.

## Presente
En la actualidad, solo dispone de una Oficina de Tráfico de EFE, encargada de otorgar las movilizaciones de los servicios de largo recorrido, sin detenciones ni servicios de pasajeros. Suspendido el ferrocarril, los habitantes de la localidad se trasladaban a Pemuco por un antiguo camino de ripio, el que es pavimentado en el año 2009, con una extensión de 25 kilómetros. En sus inmediaciones se encuentran los fundos San Pedro y Lafkenco. La aldea cuenta con la Escuela Básica General Cruz G-382, cuyo Director es el Sr. Walter Sandoval Gonzalez, con una matrícula de 90 alumnos , distribuidos desde Pre-Kínder a Octavo año básico, funciona en la escuela un Jardín de la Junji con 11 niños(2018), cuenta con una compañía de bomberos, aql mando del Director Sr. Marcelo Aravena, fundada en el año 2008 y los pobladores se encuentran organizados en una activa junta de vecinos. La aldea se compone de 103 viviendas y cuenta con una población de 342 habitantes, según el Censo 2002.